# Damme
Damme és un municipi belga de la província de Flandes Occidental a la regió de Flandes.
El nom Damme significa dic, que refereix al dic que s'hi va construir a l'alta edat mitjana entre el riu Reie i el Zwin, el braç de mar vital per al port de Bruges, quan s'hi va crear un avantport.

## Barris
| #        | Nom                               | Superfície (km²) | Població (01/01/2004) |
| -------- | --------------------------------- | ---------------- | --------------------- |
| I        | Damme                             | 11,61            | 745                   |
| II       | Oostkerke                         | 17,52            | 663                   |
| III      | Hoeke                             | 4,32             | 143                   |
| IV       | Lapscheure                        | 13,35            | 365                   |
| V (VIII) | Moerkerke - Moerkerke - Den Hoorn | 22,86            | 1.991 968             |
| VI       | Sijsele                           | 16,89            | 5.422                 |
| VII      | Vivenkapelle                      | 3,07             | 578                   |

| La comuna de Damme reuneix els següents pobles i comunes: - a. Middelburg (Maldegem) - b. Maldegem - c. Oedelem (Beernem) - d. Sint-Kruis (Bruges) - e. Koolkerke (Bruges) |

Mapa de Damme

- f. Dudzele (Bruges)
- g. Ramskapelle (Knokke-Heist)
- h. Westkapelle (Knokke-Heist)
- i. Sluis (Països Baixos)

## Hidrografia
La ciutat de Damme es troba als pòlders i es creua per tota una sèrie de rius i canals: el Damse Vaart, el Maleleie, el Zuidervaartje, el Lieve, el Leopoldkanaal, el Schipdonkkanaal, l'Hoge Watering, i l'Stampershoekebeek.

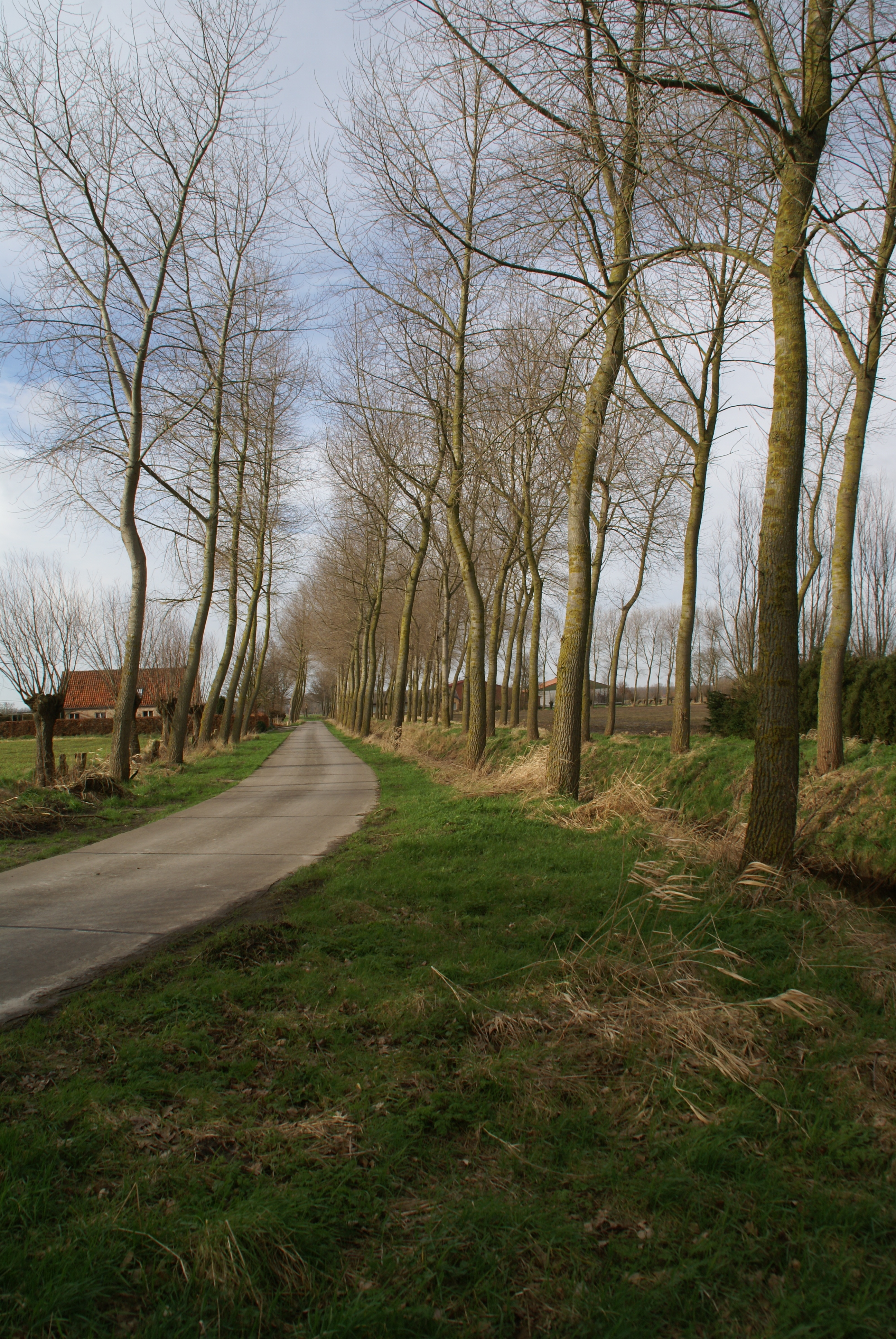
El Maleleie a Vivenkapelle
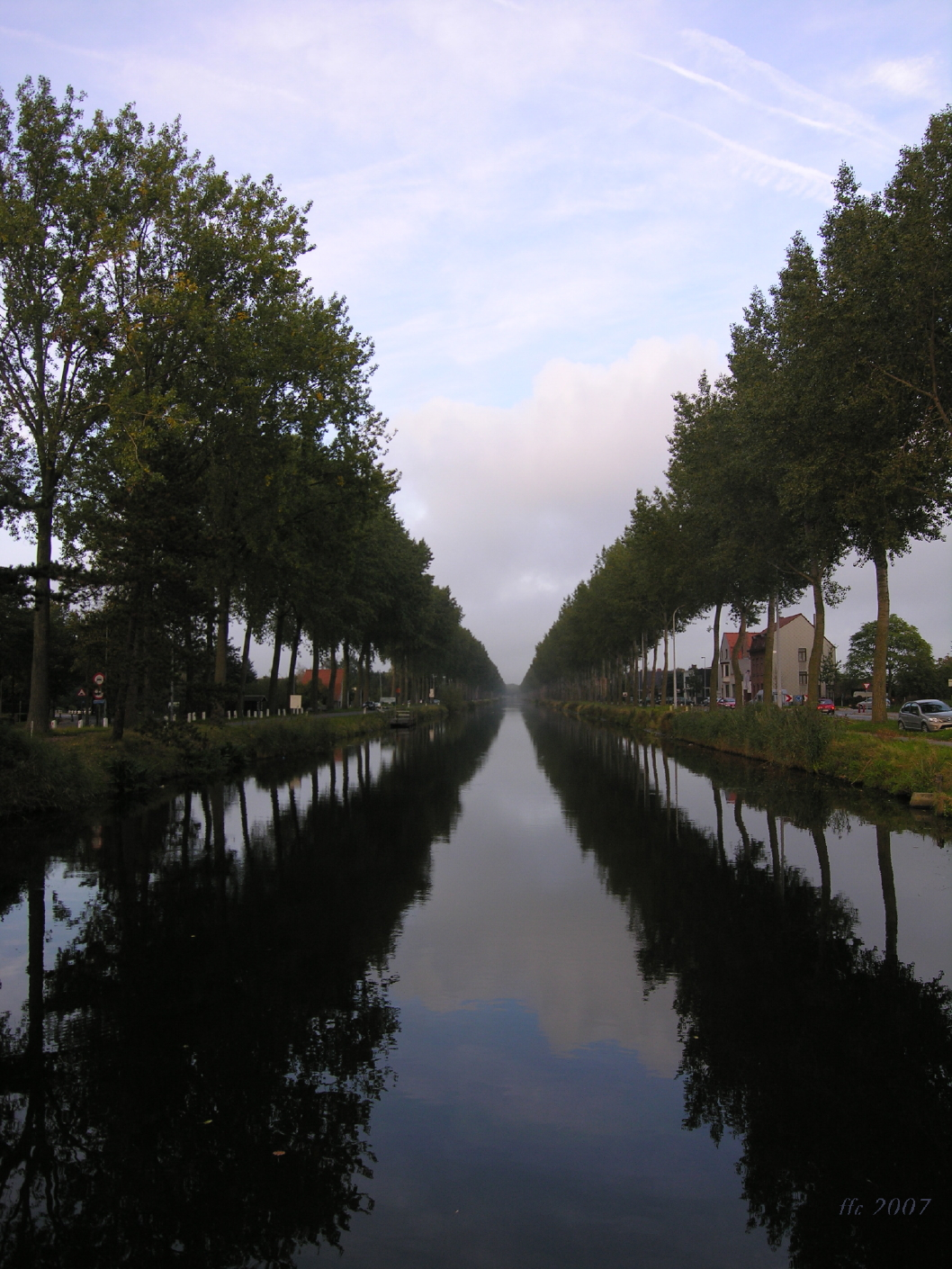
El Damse Vaart
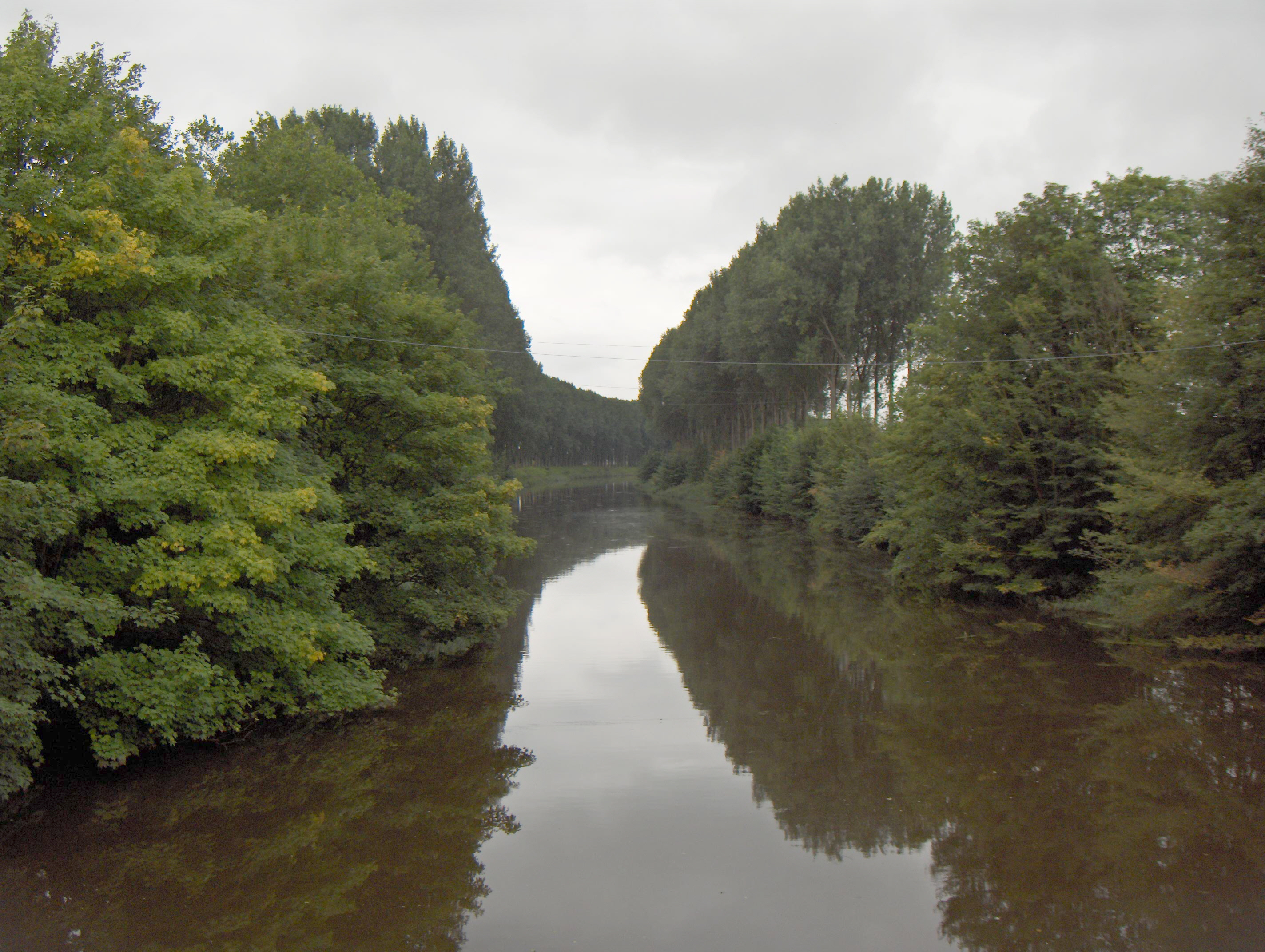
El Leopoldkanaal

## Vila del llibre
Des de l'any 1997 Damme és coneguda com a vila del llibre, amb nombroses llibreries i fires de llibres.

## Galeria

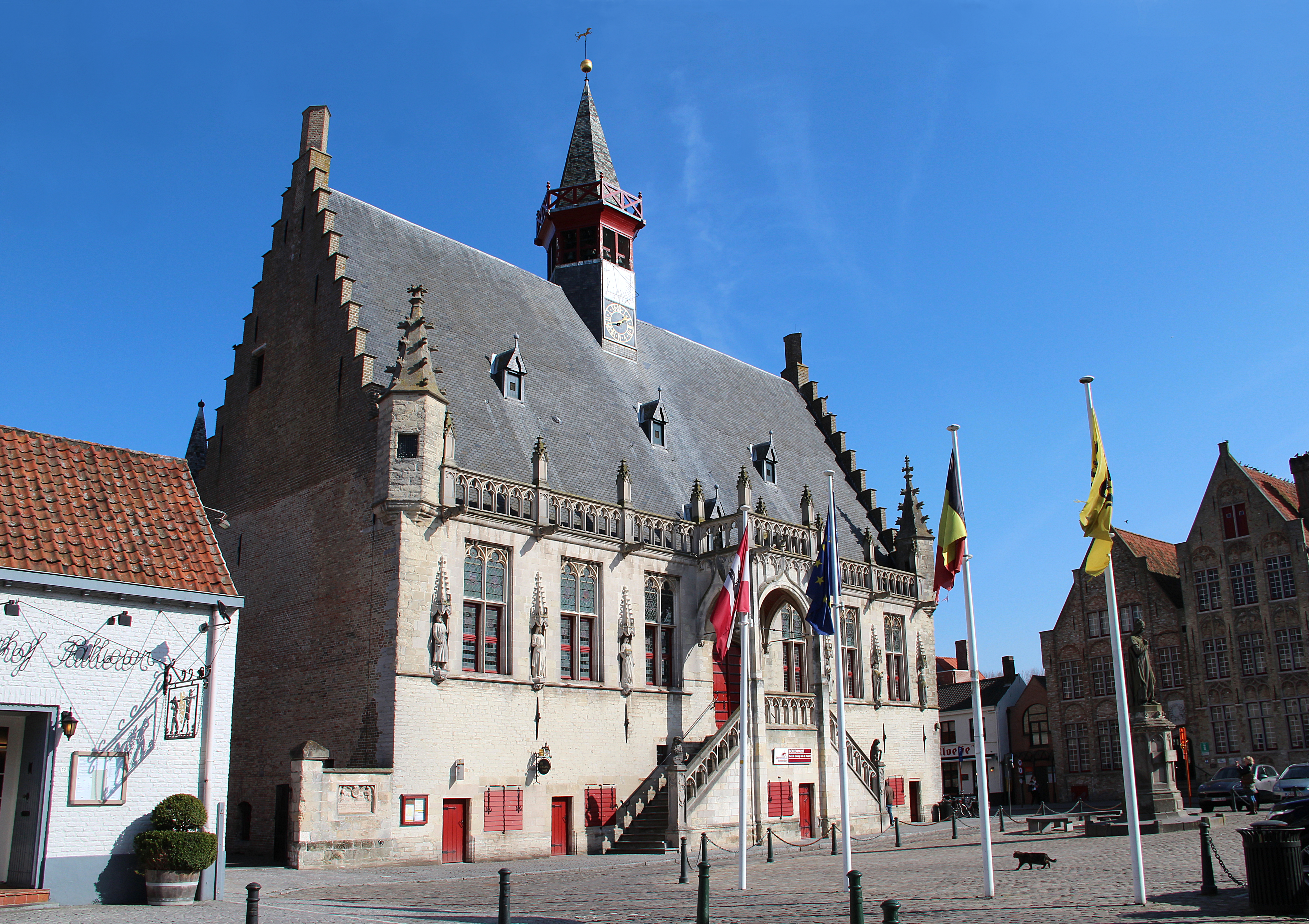
Plaça del mercat i ajuntament.
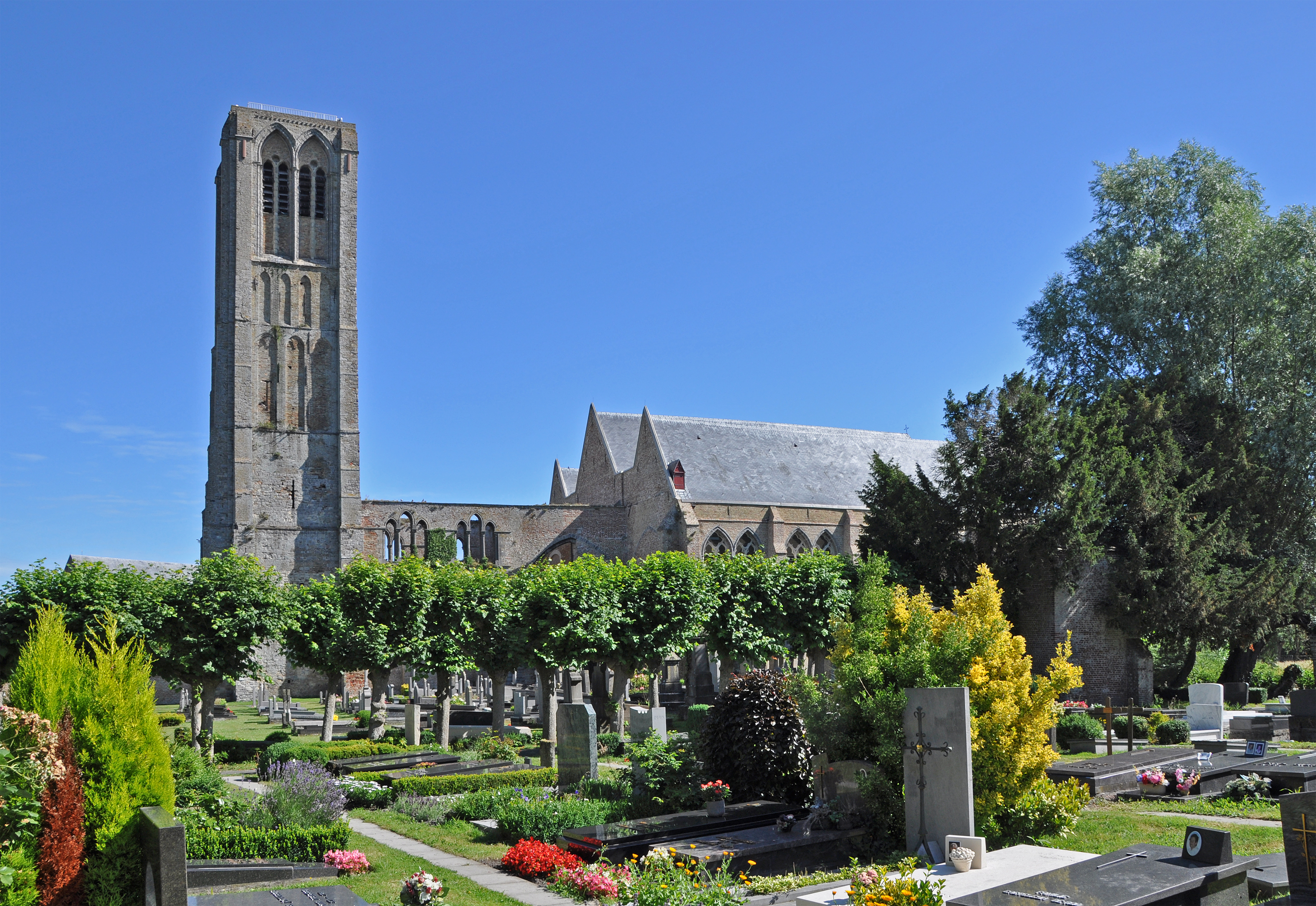
Església de Notre-Dame.
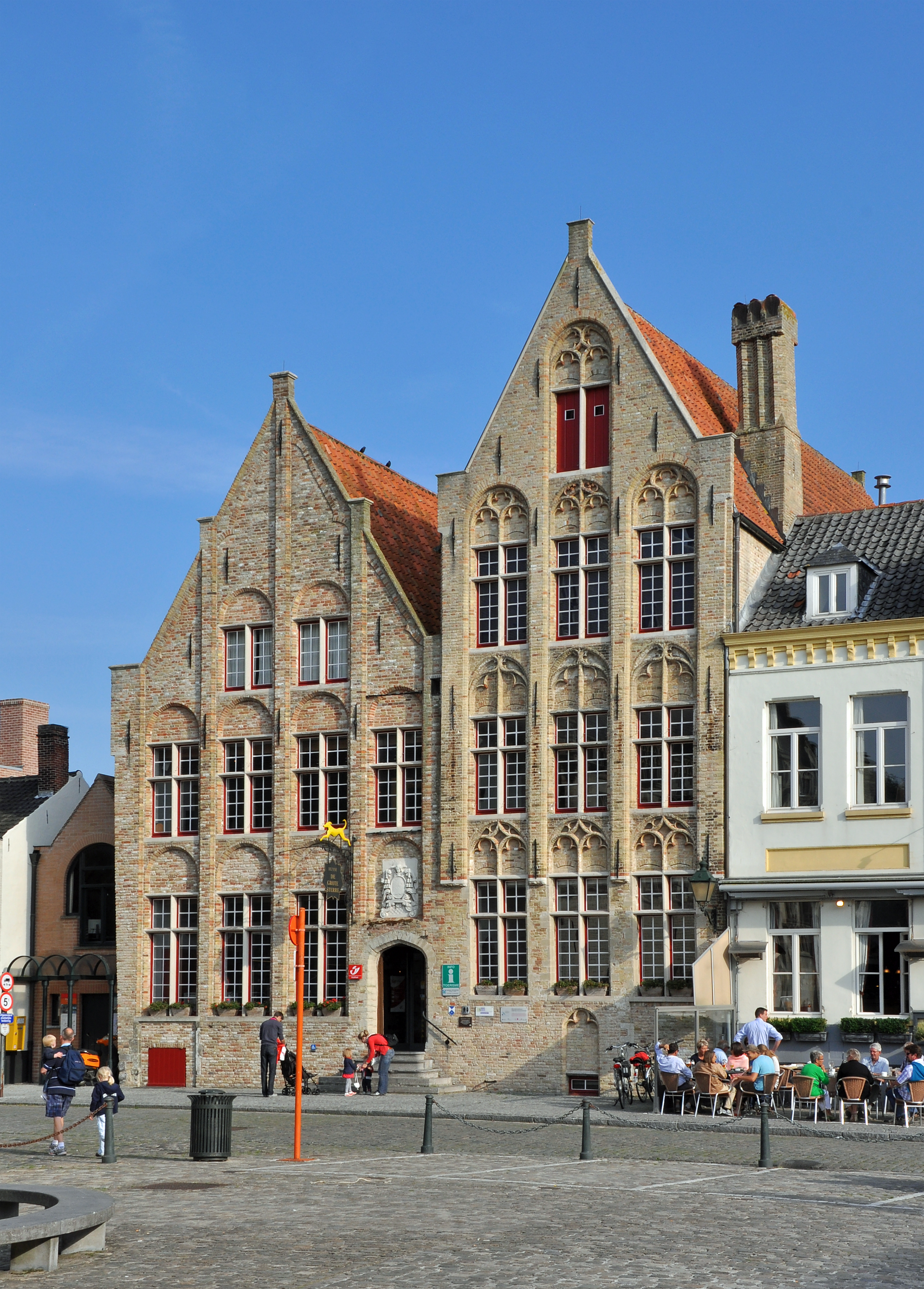
Casa De Grote Sterre
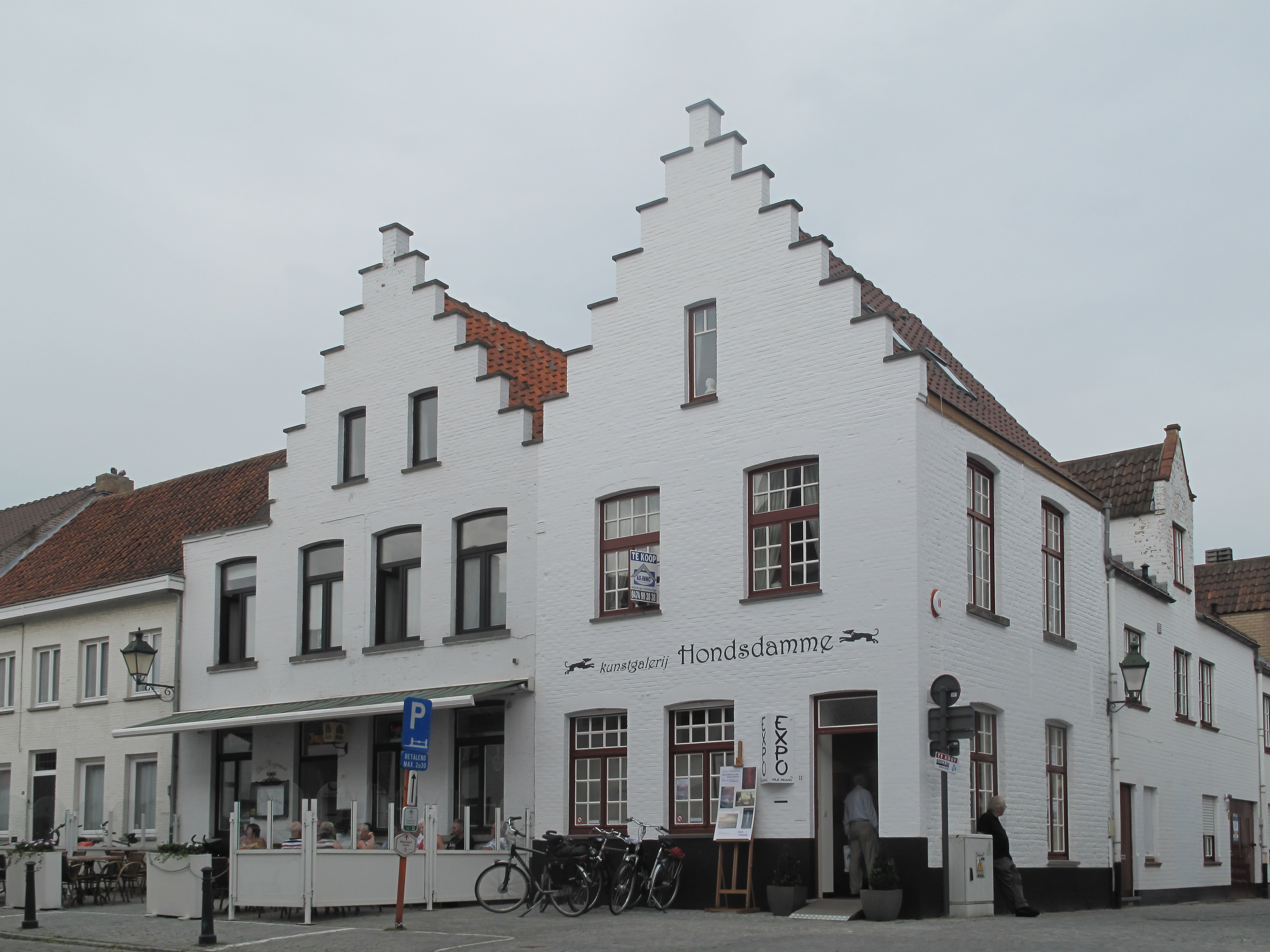
Monument històric kunstgallerij Hondsdamme.
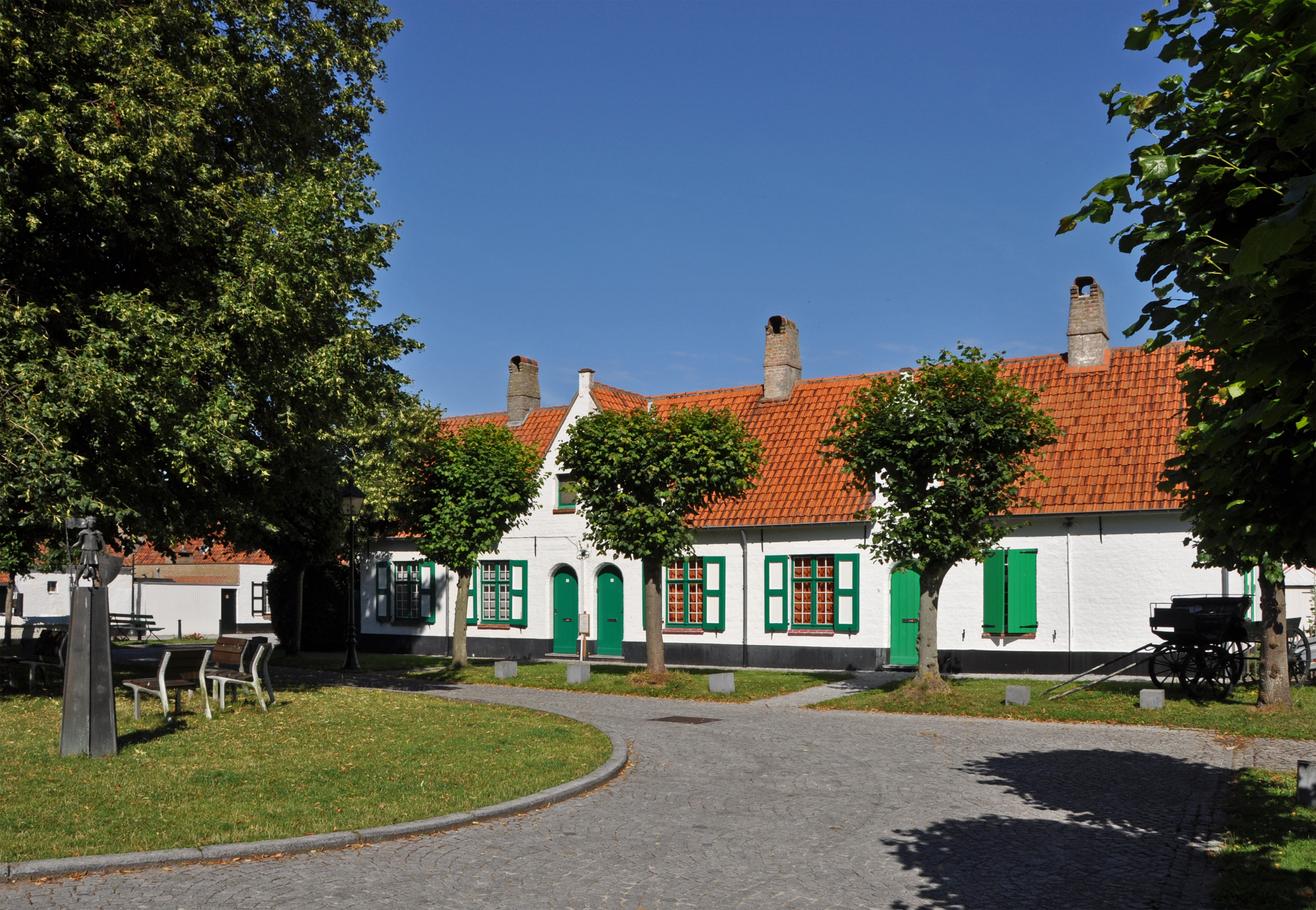
Haringmarkt (antic mercat dels arengs)
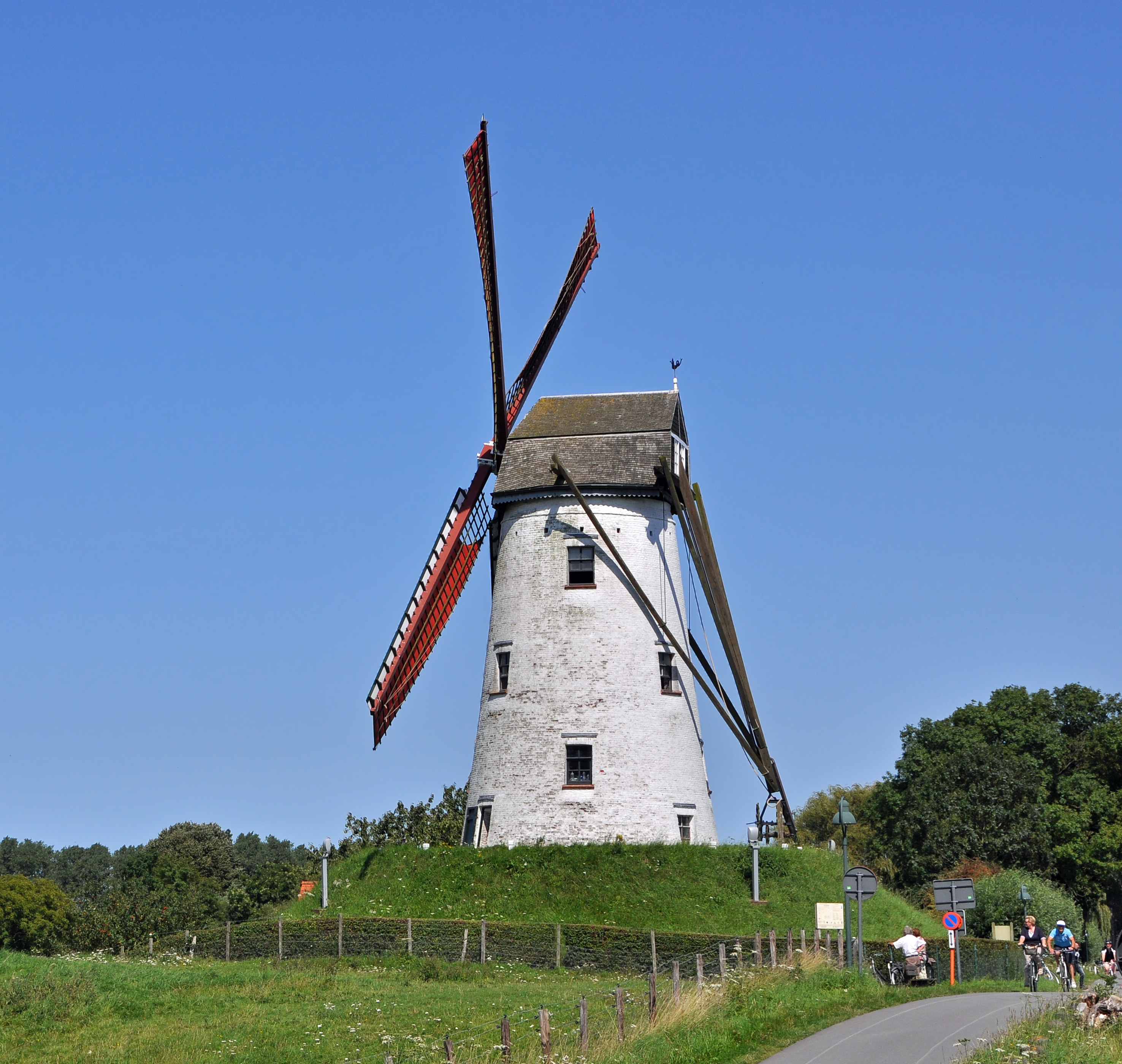
Molí de vent Schellemolen
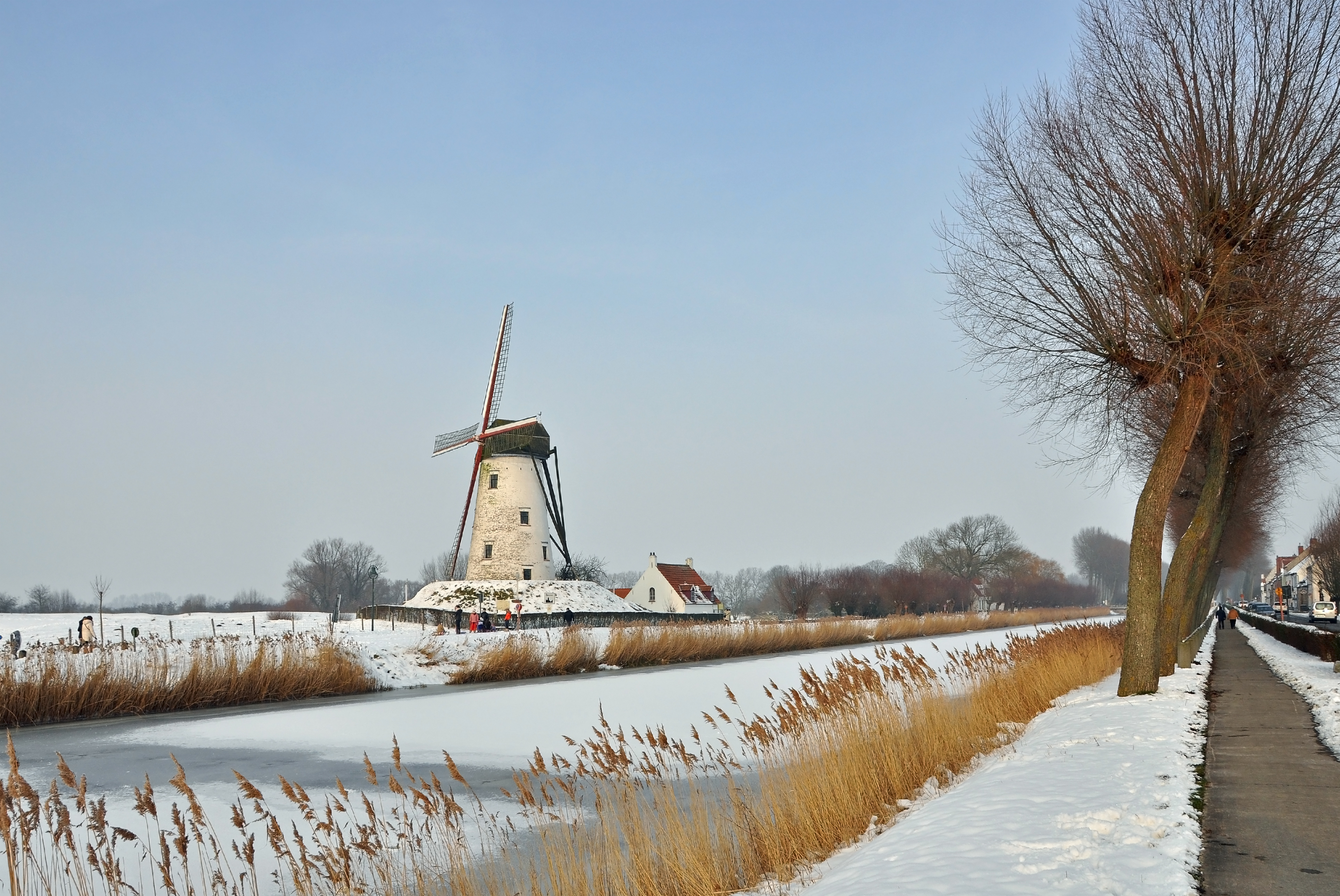
Canal de Damme amb el molí.
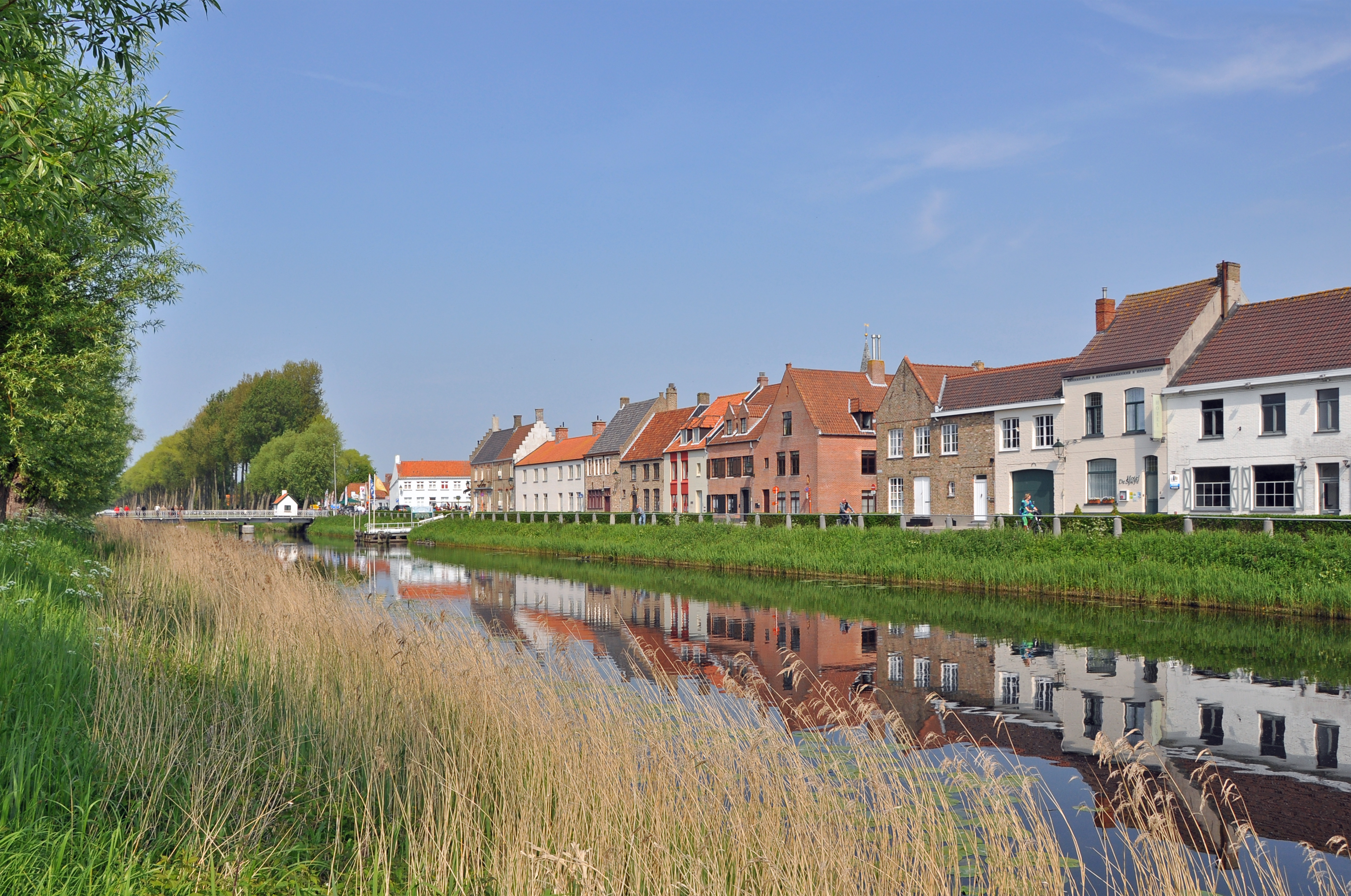
Cases al llarg del canal.